# Бар, Вильгельм
Вильгельм Бар (нем. Wilhelm Bahr; 25 апреля 1907, Глешендорф, Шарбойц, Германская империя — 8 октября 1946, Хамельн, Британская зона оккупации Германии) — унтершарфюрер СС, санитар концлагерей Нойенгамме и Вайвара.

## Биография
Вильгельм Бар родился 25 апреля 1907 года в Глешендорфе под Ойтином в Шлезвиг-Гольштейне. После обучения по специальности каретник был подсобным рабочим в сельском хозяйстве. До 1934 года в течение долгого времени был безработным. В 1930 году женился, в браке родилось 4 детей.
1 мая 1937 года вступил в НСДАП (билет № 4088479). В 1938 году, согласно его заявлениям в 1946 году на процессе британского военного трибунала, записался в ряды СС и прошёл двухмесячный курс базовой подготовки в Ораниенбурге. В следующем году стал разнорабочим и служил в части войск СС, дислоцированной в Веймаре и через год в Линце. Весной 1941 года стал членом лагерной охраны концлагеря Нойенгамме, где работал в качестве санитара. Согласно словам узника лагеря Фрица Брингмана, с января 1942 года Бар убивал заключённых в Нойенгамме инъекциями бензина. Перед исполнением Бар поручил Брингману совершить убийство, однако тот отказался. В 1942 году в течение трёх дней принимал участие вместе с 20 другими эсэсовцами в «курсе по синильной кислоте» по использованию газа Циклона-Б в Ораниенбурге, возглавляемым Бруно Тешем. В конце сентября 1942 года Бар по распоряжению лагерного врача провёл умерщвление газом почти 200 советских военнопленных, которые были ранее доставлены из Люнебургской пустоши в Нойенгамме. Кроме того, говорят, что он умертвил многие сотни заключённых инъекциями бензина.
Осенью 1943 года был переведён в концлагерь Вайвара. Там в качестве санитара был задействован в сублагере Клоога. Осенью 1944 года в качестве начальника санитарной части был переведён в Бауцен в один из сублагерей концлагеря Гросс-Розен.
По окончании войны был арестован в Фюрстенберге и передан британским военным властям. В начале марта 1946 года был заслушан на одном из процессов (дело по Циклону-Б), который проходил в рамках процессов, проходящих в здании Curiohaus. В этом деле Бар признался, что принимал участие в курсах по использованию синильной кислоты (Циклона-Б) и что в сентябре 1942 года предпринял умерщвление газом почти 200 советских военнопленных в Нейенгамме. Впоследствии Бару вместе с 13 другими эсэсовцами, служившими в Нойенгамме, было предъявлено обвинение на процессе по делу о преступлениях в концлагере Нойенгамме. Во время процесса Бар признал, что отравил газом советских военнопленных. 3 мая 1946 года был приговорён к смертной казни через повешение. В октябре 1946 года приговор был приведён в исполнение в тюрьме Хамельна.